# بيلي هيوز (لاعب كرة قدم)
بيلي هيوز (بالإنجليزية: Billy Hughes)‏ (6 مارس 1918 في المملكة المتحدة - 16 يونيو 1981 ببرمنغهام في المملكة المتحدة) هو لاعب كرة قدم بريطاني (وحمل سابقاً جنسية المملكة المتحدة لبريطانيا العظمى وأيرلندا) في مركزي الدفاع والظهير. شارك مع منتخب ويلز لكرة القدم ومنتخب المملكة المتحدة الوطني لكرة القدم. أما مع النوادي، فقد لعب مع برمنغهام سيتي وتشيلسي وسوانزي سيتي ونادي بلاكبول ونادي سانت إيلي تاون ونادي فولهام ونادي لوتون تاون ونادي تشستر سيتي ونادي هيرفورد وFlint Town United F.C. ‏.

## وصلات خارجية
- بيلي هيوز على موقع قاعدة بيانات كرة القدم.إي يو (الإنجليزية)